# カルテット (ユニット)
カルテット（KARUTETTO）は名古屋出身の3人組音楽ユニット。2002年に結成。各地のクラブで活動を始める。2003年9月に限定ミニアルバム「TAKE ONE」、2004年にはミニアルバム「life goes on」を発表して大きな支持を集める。2006年にメンバーの脱退・加入、また2009年にもメンバーの脱退があり、現在は2MC+1DJ体制となった。2006年11月メジャーデビュー。ジャズ・ファンクの要素を取り入れた独特のラップミュージックを展開している。ビクターエンタテインメントSPEEDSTAR RECORDSよりデビュー。

## メンバー
- NAL（1980年12月9日 - ）MC。三重県津市出身。リーダー。
- SAMON（1980年8月23日 - ）MC。愛知県名古屋市天白区出身。
- AViA（1980年6月15日 - ）DJ。愛知県名古屋市出身。

### 元メンバー
- TO→C（DJ）（1980年10月7日 - ）2005年末脱退。
- eX（MC）（1981年1月17日 - ）2009年11月脱退。

## 備考
FMラジオの深夜放送「やまだひさしのラジアンリミテッドDX」でたまたまジングルを募集していたところ、カルテットの応募した作品が採用された。
ZIP-FMの番組「RADIMO LAND」の0:45～のコーナー「CLUB POP♪CORN」のDJを務めていた。同局のミュージックナビゲーター（DJ）落合健太郎と「東海珍味」というユニットを組み、CD発売もしている。

## ディスコグラフィー

### シングル
1. Home Party／まちあわせ。（2005年12月7日）
  1. Home Party
  2. まちあわせ。
  3. 一期一会 RemiXXXX feat. eX, the Bond (Percussion)
  4. 一期一会 Original Instrumental
2. 春夏秋冬（2006年11月22日）
  1. 春夏秋冬
  2. Driveスルー?
  3. 今宵のダンス☆ナンバー
  4. 春夏秋冬-DJ JIN remix-
3. 一期一会（2007年3月7日）
  1. 一期一会
  2. A Brand New Day
  3. Gooood Vibes!!!!
  4. 一期一会 -DJ JIN remix-
4. 情熱白書（2007年7月4日）
  1. 情熱白書（中京テレビ「ゴリ夢中」テーマソング[1])・(「NSCガレッジ」CMソング[2])・(全国専門学校広報研究会「情熱宣言」[3])
  2. Break It Down
  3. Stay GOLD
  4. 情熱白書 -DJ JIN remix-
5. 拝啓、僕の未来へ。（2008年7月23日）
  1. 拝啓、僕の未来へ。
  2. いつまでも feat. AZU
  3. Look63
6. ベストフレンド（2009年2月4日）
  1. ベストフレンド（フジテレビ系アニメ｢ミチコとハッチン｣エンディングテーマ）
  2. fly
  3. ビッグ BANG!
7. Mr.マイソウル（2009年10月10日）
  1. Mr.マイソウル（三菱電機ダイヤモンドドルフィンズオフィシャルサポートテーマ）
  2. テーブルの向こう側
  3. Mr.マイソウル(instrumental)

### ミニアルバム
1. life goes on （2004年10月27日）
  1. Life Goes On／ひとやすみ。
  2. Good Vibes feat. eX
  3. トッシーのおたけび ～過去から未来へ～ feat. DJ TOYODA
  4. 今宵のダンスナンバー
  5. Ending
  6. 七人の名役者 feat. eX, k-m, P.G.GUN (ボーナストラック)
2. 一期一会（2005年7月6日）
  1. Welcome 2 DA Party
  2. Ready To Go !!!!
  3. いつかの君へ
  4. 一期一会
  5. トッシーのおたけび2～かさなるスクラッチでlife goes on
  6. サバイバルゲーム
  7. かえりみち。feat. eX
3. サンシャイン（2006年8月16日）
  1. F＋U＋N＋K=4
  2. サンシャイン
  3. 大丈夫
  4. my life 4 music
  5. Summer Breeze
  6. まちあわせ。
  7. ワンナイ feat. P.G.GUN (ボーナストラック)

### アルバム
1. L.I.F.E. （2007年9月19日）
  1. 情熱白書 <album version>
  2. T.2.G.D.
  3. 五月雨
  4. 春夏秋冬
  5. 僕はここにいる feat. SEAMO
  6. POP♪コーン
  7. Summer Breeze <album version>
  8. 贈る唄
  9. 小心者ROCK feat. 手裏剣ジェット
  10. 夜空のむこうは ～A Brand New Day
  11. 人生上々
  12. 一期一会
2. L.I.F.E.2 （2009年3月4日）
  1. 拝啓、僕の未来へ。
  2. 恋の七日間
  3. せれなあで。
  4. 五里夢中 -  (「ゴリ夢中」のイメージソングとして作られたが、なかなか番組では使われずいたが、2016年10月1日の放送でついに使用された[4]。)
  5. Racer×Racer
  6. I ♥ 恋 feat. 西野カナ
  7. ベストフレンド
  8. 夕焼けマザー
  9. 80's DREAM
  10. タン・プレ
  11. いつまでも。feat. AZU
  12. サヨナラの代わりにこの歌を
  13. simply　(四国電力WEBドラマ｢ameとpeach｣挿入歌．ame役：佐倉絵麻 peach役：伊藤綾美．HP上公開終了）